# 新天地
31°13′23.25″N 121°28′12.26″E / 31.2231250°N 121.4700722°E

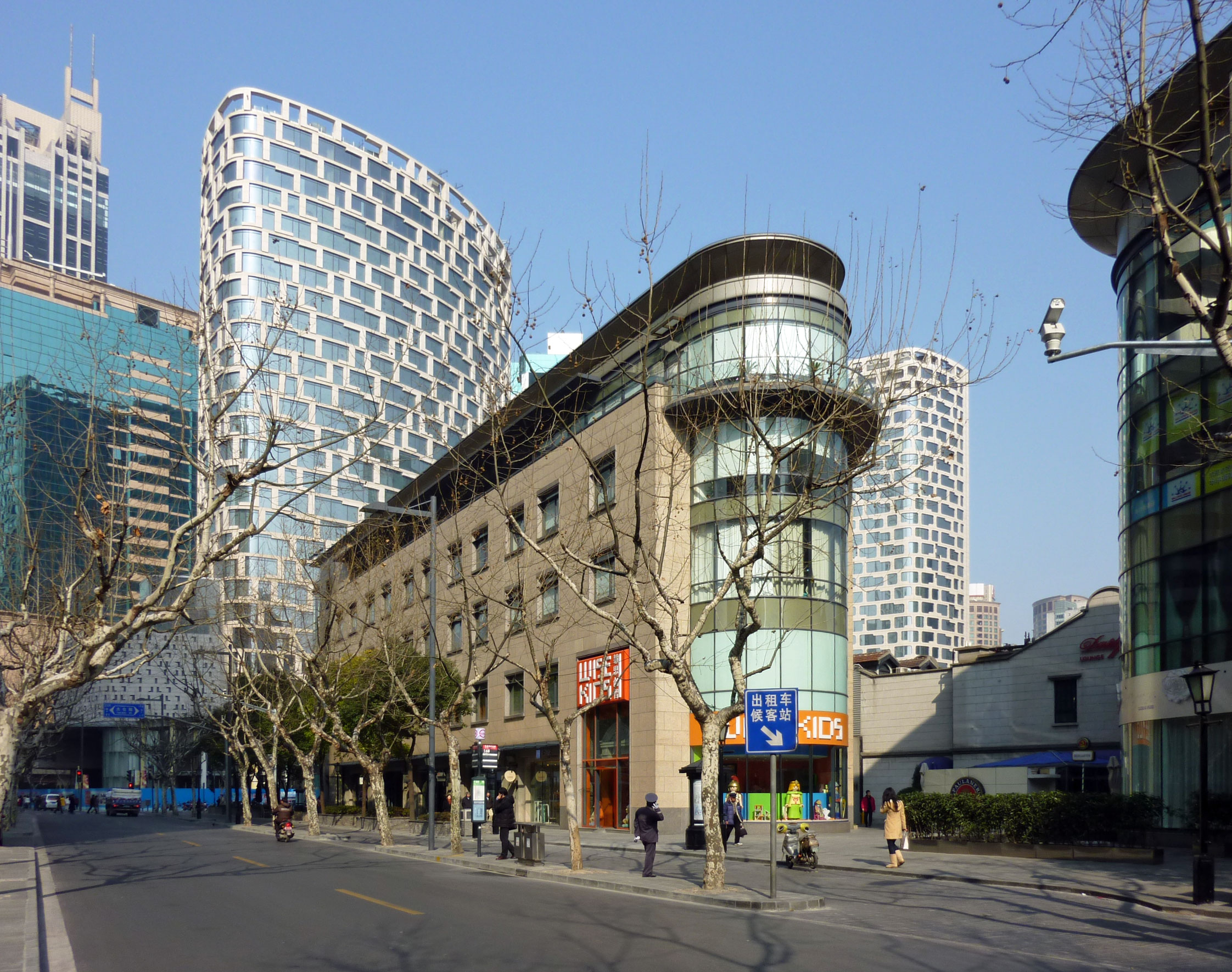
上海新天地附近新建的樓宇

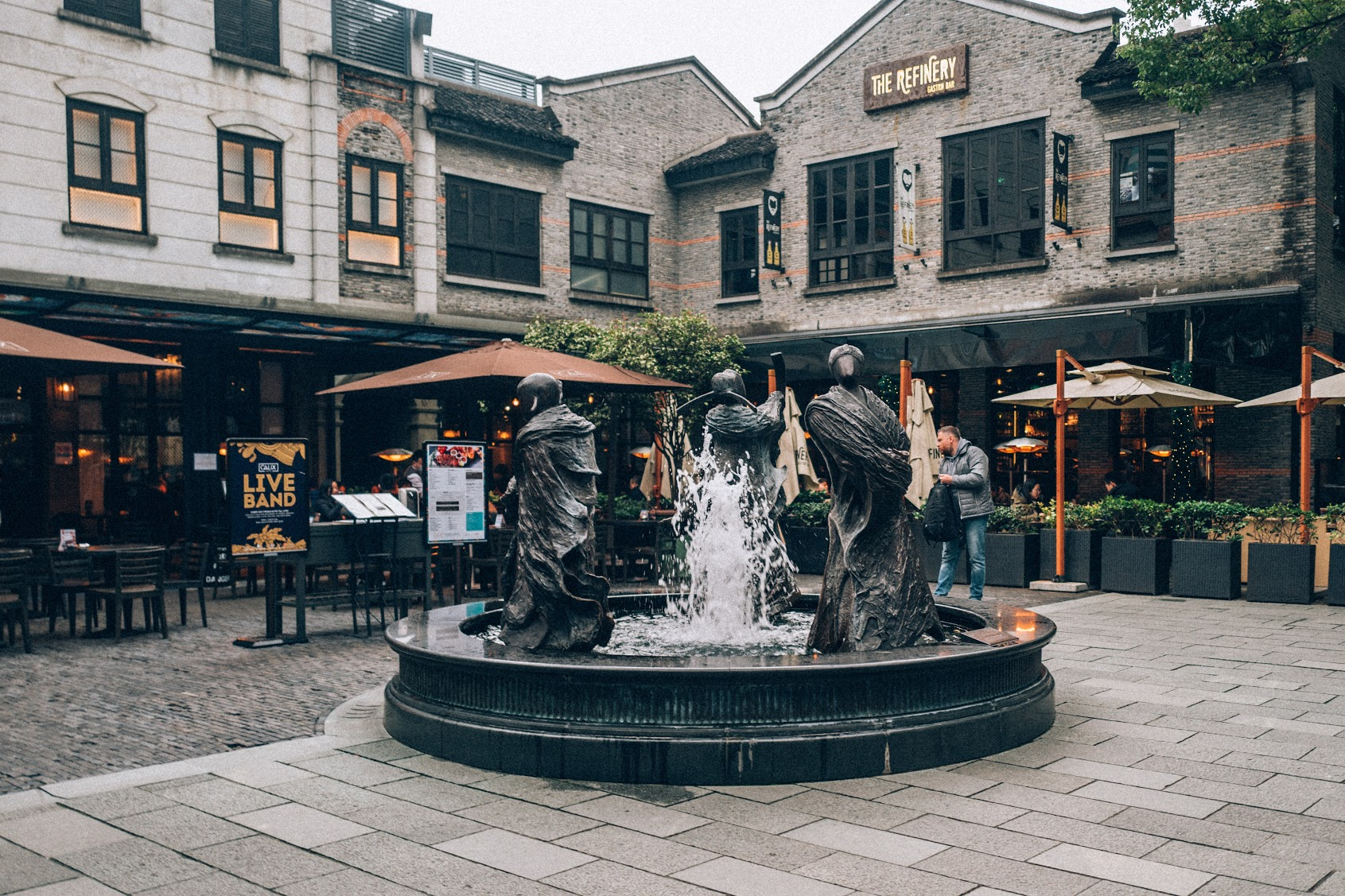
新天地北里“福、禄、寿雕塑喷泉
设计师：Stefano Giovannoni

新天地（上海话拼音：xxintidhi，发音：[ɕi̋ntʼīdi᷆]），是一個改造地產項目，屬於上海太平橋改造項目一部分，位處上海市中心原盧灣區的淮海中路，主要在太平橋地块的北區，由香港瑞安集团投资，將原有的石庫門社區，大幅改造成商業、餐飲、娛樂和旅遊綜合區。
该项目原名“一大”改造项目，后取组字法，将“一”“大”合为“天”，取“天”“地”相对组成世界、跨越世纪是为“新”的寓意，命名为“新天地”。

## 歷史背景
1990年代上海市當局提出「全面改造365萬平方的『危棚簡屋』」，由此開始大規模清拆重建，石庫門舊區不少建築，被拆卸改造成高樓大廈。盧灣區也進行了兩次大規模改造，令時區北部與南部搖身變為高級商業區與住宅區，而太平橋地區未有動遷，其所屬的淮海中路盧灣段，在1997年9月就被上海市當局批評為上海市「七不」文明示範區。时太平桥地区属济南路街道管辖，是中下劳动阶层聚居地，居民有近47．9%（平均月薪800元）从事生产、运输工。
而香港瑞安集團在1992至1995年已經將大量資產轉移至上海投資，甚至公司領導階層皆把家庭轉移至上海，與上海市、區級官僚建立起相當緊密的關係。到亞洲金融風暴時，大批外資地產商紛紛退出上海市場，時上海房產業顯露蕭條，但香港瑞安集團仍加碼投入，盧灣區政府於是將整個52公頃的太平橋地區批租給瑞安集團開發。
1996年瑞安集团推荐美国SOM公司，由卢湾区人民政府委托SOM和上海市规划设计研究院联合编制太平桥地区控制性详细规划，区规划管理局领衔具体的组织编制工作。在太平桥地区更新改造中，卢湾区政府下属企业——上海复兴建设发展有限公司，也加入了各地块项目的运作，对太平桥各开发项目主动进行少量参股，作为“区政府的企业代表”来共同实施改造计划。

## 地產概況
上海新天地于2001年建成，靠近淮海路商業街，周围有多家高级写字楼。原本這處是一個舊社區，充滿著石庫門弄堂平民住宅。清拆重建時，設計師將這種富有上海建築特色的元素，一方面予以保留，另一方面融入新的建築主題意念。占地3万平方米，建筑面积6万平方米。經過裝潢、設計和社區整體規劃，小至樹木高低、大至商舖排列和獨特設計，吸引到明星、藝術家和企業家在這裡開設精品店、高檔次飲食消閒餐廳等。2010年11月，上海新天地的三期新天地时尚购物中心开幕，是以中外设计师品牌和年轻潮牌为主打的现代时尚购物中心。

### 上海88新天地
上海88新天地為酒店及写字楼项目，位於上海市中心，於2000年开业。

### 後續
因應上海新天地的成功，發展商瑞安房地产在內地幾個城市發展了其他類似項目，包括武漢市的武漢新天地、佛山市的嶺南天地等，而上海新天地附近也開發了上海企業天地辦公室項目，其中企業天地三期售予領展房地產信託基金。
2015年后，瑞安集团董事长罗康瑞因公司盈利业绩压力，有意拆售上海新天地核心“企业天地一期”，总报价为75亿元，折合报价约每平方米9万元，创下当时上海写字楼大宗交易之最。

## 爭議
有指出新天地改造项目破坏了很多文物，导致历史中整体的石库门群已经消失。原本破旧斑驳的石库门，是更具历史沧桑感，也是更接近原历史环境。内在都被改造成清一色的现代设施、现代生活方式，从而不少专家提出疑义，觉得该项目只是留下老弄堂的皮毛，而挖去了它的内核，令该地不再有上海人传统意义上的弄堂文化。

## 史蹟
- 中国共产党第一次全国代表大会会址就在上海新天地旁边。
- 大韩民国临时政府旧址也在新天地不远处的马当路306弄4号。

## 交通
- 上海轨道交通
  -  █ 1号线、 █ 14号线：一大会址·黄陂南路站
  -  █ 10号线、 █ 13号线：一大会址·新天地站
- 上海公交
  - 146路、大桥一线等公交路线

## 備註
1. ↑  外商独资项目，其税收会被算作市财政税收，而合资项目税收将属于区财政。